# Goriče, Borovlje
Goriče (nemško Görtschach) je naselje v Občini Borovlje v Okraju Celovec-dežela na Koroškem v Avstriji.